# Miniac-Morvan
Miniac-Morvan település Franciaországban, Ille-et-Vilaine megyében. Lakosainak száma 4379 fő (2022. január 1.). Miniac-Morvan Châteauneuf-d’Ille-et-Vilaine, Plerguer, Saint-Guinoux, Saint-Père-Marc-en-Poulet, Le Tronchet, Pleudihen-sur-Rance és Mesnil-Roc'h községekkel határos.

## Népesség
A település népességének változása:
| Lakosok száma | 2244 | 2595 | 2815 | 3280 | 3783 | 3881 | 3931 | 4148 | 4257 | 4379 |
|               | 1968 | 1982 | 1990 | 2006 | 2013 | 2015 | 2017 | 2019 | 2020 | 2022 |